# الإسلام في النرويج
الإسلام دين أقلية في النرويج، لكنه يُعتبر الآن ثاني ديانة لها أتباع بعد أتباع الكنيسة الإنجليلية اللوثرية (86%)، حيث قُدِّرت نسبة الجالية المسلمة عام 2021 بحوالي 3.1% من السكان.
يرجع ظهور المسلمين بالنرويج إلى ستينات القرن العشرين حينما كان العمال الأتراك والباكستانيون يسافرون إليها للعمل. وقد اعترفت الحكومة النرويجية بالإسلام كدين رسمي في الدولة في عام 1969، وبُنَي أول مسجد في العاصمة أوسلو عام 1974 تحت اسم المركز الثقافي الإسلامي في النرويج.

## التركيبة السكانية
المسلمون في النرويج هم مجموعة شديدة التنوع، قادمة من خلفيات مختلفة. يُقدَّر عدد النرويجيين الداخلين في الإسلام (عام 2000) بحوالي خمسمائة، أما البقية فمعظمهم من المهاجرين أو مواليد الجيل الأول والثاني لعائلات مسلمة، ويُقدَّر عددهم بأكثر من 160 ألف مسلم.
أكثر مسلمي النرويج هم (حسب إحصائيات عام 2008) من الباكستانيين المهاجرين (30,134 شخص)، ثم الصوماليين (27,881)، ثم العراقيين (21,795)، ثم البوسنيين (15,649)، فالإيرانيين (15,134)، فالأتراك (15,003).
| العام             | عدد المسلمين | النسبة المئوية |
| ----------------- | ------------ | -------------- |
| 1980[بحاجة لمصدر] | 1,006        | 0.02%          |
| 1990              | 54,000       | 1.3%           |
| 2000[بحاجة لمصدر] | 56,458       | 1.3%           |
| 2010              | 144,000      | 3.0%           |
| 2018              | 166,861      | 3.2%           |
| 2030              | 359,000      | 6.3%           |

## الطوائف والمساجد

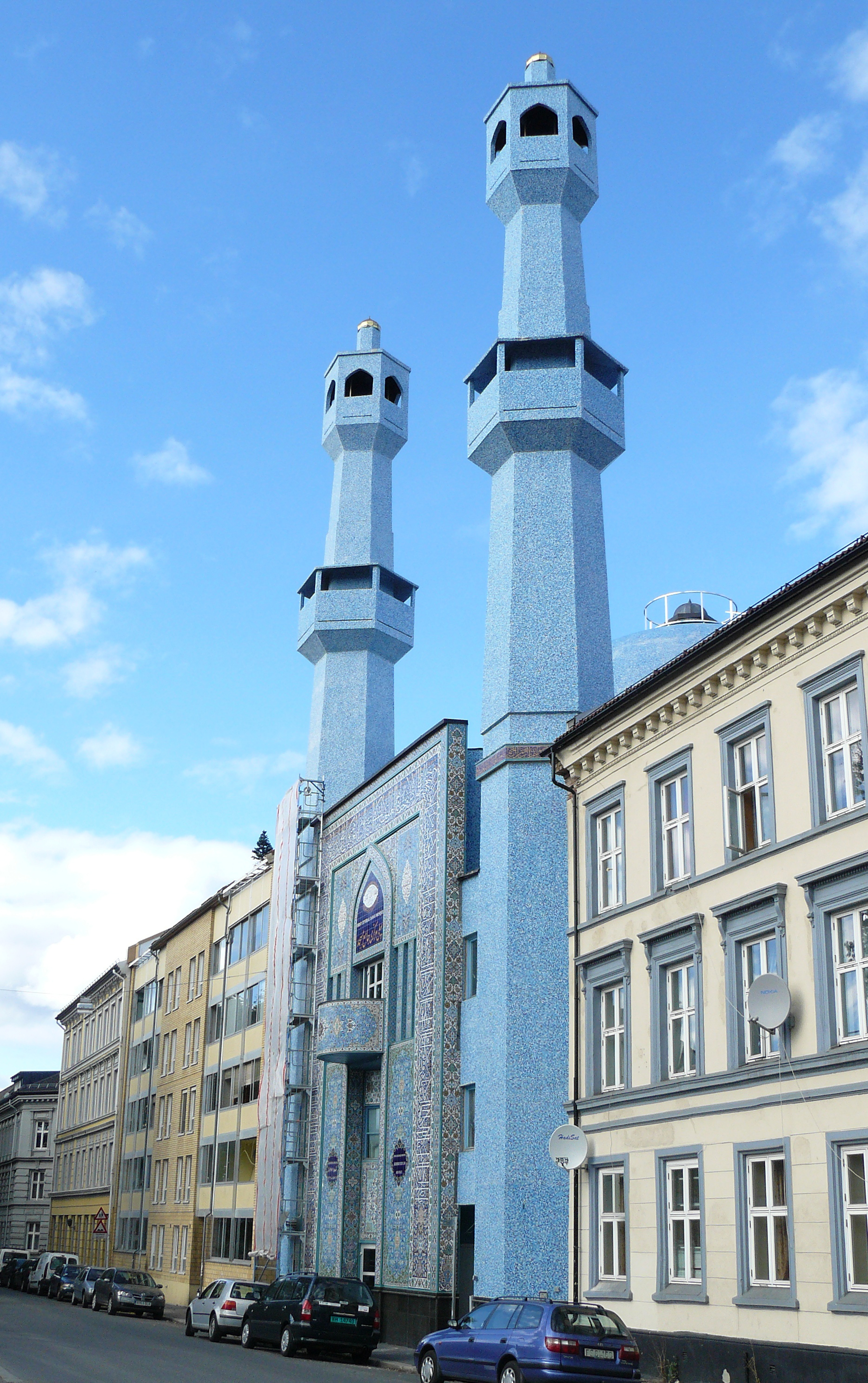
أحد أكبر مساجد أوسلو

تتعدى أهمية المساجد كونها أماكن للصلاة، ولكن أيضا أماكن تجمُّع لبعض الأقليات المسلمة. كما أن العديد من المساجد تقوم بأشكال مختلفة من العمل الاجتماعي، كتنظيم احتفالات عيدي الفطر والأضحى، ومدارس تعليم القرآن واللغة العربية للأطفال، ودفن المتوفين أو تنظيم نقلهم إلى بلدانهم الأصلية.
غالبية المسلمين في النرويج من السُنّة، وإليهم تنتمي أكثر المساجد وأكبرها. وتوجد أيضا أقليات شيعية وقاديانية (أحمدية) كبيرة نسبياً، ولها عدة مساجد. تنتشر المساجد في المدن الكبرى والعديد من المدن الصغيرة، وتقع معظمها داخل الكُتَل السكنية العادية، فلا يَسهُل تمييزها. ويوجد في مدينة أوسلو وحدها أكثر من 40 جمعية ومسجد للمسلمين.

## المنظمات الإسلامية
- المجلس الإسلامي في النرويج
- الرابطة الإسلامية في النرويج

## وصلات خارجية
- الإسلام والمسلمون في النرويج من موقع مفكرة الإسلام
- مقالة الشعب النرويجي يعشق الإسلام من موقع الإسلام اليوم